# Каланетика
Калане́тика (англ. Callanetics) — комплекс із 29 статичних гімнастичних вправ, розроблений в 1980-х роках американкою Каллан Пінкні, спрямованих на скорочення і розтягнення м'язів. 

## Історія створення
Каллан Пінкні розробила калланетику на початку 60-х років XX століття, коли повернулася до Нью-Йорку після одинадцятирічної подорожі по всьому світу.
В результаті підвищеного навантаження і поганого харчування, в Каллан захворіли коліна і спина. Лікарі рекомендували операцію.
Тоді Каллан стала придумувати такі вправи, які б не спровокували знову появи болів. Пройшло зовсім небагато часу, і вона була просто вражена тим, наскільки міцним і сильним стало її тіло. Болі в спині також зникли.

## Переваги калланетики
Калланетика — це комплекс з 29 статичних вправ, в основі яких лежать йогівські асани. Під час виконання цих вправ задіюються всі м'язи одночасно, а при регулярних заняттях відбувається прискорення обміну речовин, тому заняття калланетикою — ефективний і швидкий спосіб корекції фігури. Крім того, цей комплекс вправ може допомогти в боротьбі з остеохондрозом, болями в шийному і поперековому відділах хребта.
Займатися по цій системі можна як у фітнес-клубі, так і вдома: для цього не потрібно спеціального устаткування, а травматичність через відсутність різких рухів зведена до мінімуму. За словами Каллан Пінкні, на початковому етапі потрібно займатися три рази в тиждень по годині на день, потім, коли ефект стане візуально помітний (а це відбудеться буквально через пару тижнів занять), кількість тренувань можна знизити до двох. Після отримання необхідного результату час занять можна скоротити до однієї години на тиждень. Необов'язково, щоб це було одне тренування: їх можна розділити на 3-4 заняття тривалістю по 15-20 хвилин.

## Протипоказання
Незважаючи на уявну простоту калланетики, надмірне захоплення цією системою може призвести до тяжких наслідків для здоров'я. Потрібно пам'ятати, що цей комплекс вправ призначений в першу чергу для людей, які звикли до регулярних фізичних навантажень. Тим, хто раніше не захоплювався фітнесом і спортивними заняттями взагалі, потрібно розумно дозувати навантаження.
Існує й ряд протипоказань: захворювання серцево-судинної системи, бронхіальна астма. Тим, у кого є проблеми із зором або з хребтом, а також тим, хто недавно переніс інфекційне захворювання, перед початком занять калланетикою необхідно проконсультуватися з лікарем.